# Anton Mielnik
Anton Tichonowicz Mielnik (ur. 1895 we wsi Bolszaja Daniłowka w obwodzie charkowskim, zm. ?) – funkcjonariusz NKWD, jeden z bezpośrednich wykonawców zbrodni katyńskiej.
Był Ukraińcem z podstawowym wykształceniem, w 1918 wstąpił do Armii Czerwonej i Czeki. Pracownik Zarządu OGPU/NKWD/MGB w stopniu starszego sierżanta. 26 października 1940 za udział w mordowaniu w Charkowie polskich jeńców z obozu w Starobielsku nagrodzony przez szefa NKWD Ławrientija Berię.

## Odznaczenia
- Order Lenina (1947)
- Order Czerwonego Sztandaru (1945)